# فضيلة السويسي
فضيلة السويسي مذيعة تلفزيونية ومقدمة برامج في سكاي نيوز عربية. قدمت البرنامج الأسبوعي الحواري بانوراما في تلفزيون أبوظبي لعدة سنوات قبل أن تلتحق بسكاي نيوز عربية عند تأسيسها.

## النشأة والمسيرة
هي من مواليد مدينة عنابة في الجزائر وحاصلة على إجازة في الأدب الإنكليزي من جامعة عنابة. بدأت فضيلة السويسي مشوارها عام 1997 كمقدمة نشرة الأخبار
على قناة أبو ظبي الإماراتية التي ما زالت تعمل بها حتى الآن. قدمت برنامج «بانوراما» وكانت مقدمة ومعدة برنامج «مثير للجدل». تقدم منذ مايو 2012 الأخبار على سكاي نيوز عربية. عائلتها في بلدية بكوش لخضر التابعة لولاية سكيكدة.

## إثارة الجدل
استضافات القناة الإماراتية سكاي نيوز عربية في 17 أغسطس 2020 رئيس الوزراء الإسرائيلي بنيامين نتانياهو في مقابلة خاصة أجرتها فضيلة السويسي بعد الاتفاق الإماراتي الإسرائيلي، ذكر خلالها وجود تحوّل كبير في مواقف الكثير من الدول العربية تجاه إسرائيل، وأن قرار ضم غور الأردن عُلق بطلب من الأمريكيين.
عرفت كذلك بإثارة الجدل ولعل أبرز قضية شهرتها في الجزائر هي حوارها للدكتور والمؤرخ الجزائري محمد الأمين بلغيث حول هوية الأمازيغ في الجزائر وقد بث اللقاء في قناة سكاي نيوز العربية وتسبب اللقاء بردود فعل قوية داخل الجزائر